# Sham 69
Sham 69 és una banda de punk rock que es va formar en Hersham durant 1975. La banda va ser una de les més reeixides del punk en el Regne Unit, aconseguint cinc Top 20 singles. La unitat original es va trencar durant 1979, amb el cantant Jimmy Pursey sortint per perseguir una carrera en solitari.
Durant 1987, Pursey i el guitarrista David Parsons van reformar la banda, van reclutar personal nou. Tot i que subsegüentment passant per uns quants canvis d'alineació, Sham 69 resta actiu i encara estava fent actuacions l'any 2017.

## Història

### Formació
Sham 69 es formà en Hersham en 1975, tot i que al principi conegut (segons algunes fonts) com Jimmy and the Ferrets.'Sham 69' va derivar d'un tros de graffiti que el fundador Jimmy Pursey va veure en una paret. Al principi deia Walton and Hersham '69 però en part s'hi havia destenyit, i feia referència a quan Walton & Hersham F.C. Va assegurar el títol de la Lliga Athenian dins 1969 (Lliga anglesa de futbol amateur per a clubs de Londres i voltants).
El número de NME de 12 de novembre de 1976 va assenyalar que Sham 69 va assajar el 1976, encara que només Pursey romandria des d'aquest primerenca formació fins a dotze mesos més tard. Els guitarristes originals Johnny Goodfornothing (a.k.a. John Goode) i Neil Harris van ser reemplaçats per Dave Parsons, i el baterista Billy Bostik (a.k.a. Andy Nightingale) de Mark Cain. Albie Slider(a.k.a. Albie Maskell) es quedà fins l'edició del primer senzill durant 1977 abans de ser reemplaçat per Dave Tregunna. L'alineació Pursey/Parsons/Tregunna/Cain llavors quedà estable fins que 1979, quan Ricky Goldstein va agafar els tambors pel fer el quart àlbum de la banda .
Sham 69 no va tenir el fons formatiu de les Art School de moltes bandes angleses de punk contemporànies, va introduir cants i crits d'animació de futbol i un populisme polític implícit. La banda va atreure un gran nombre de seguidors skinhead (ala esquerra, ala dreta i no-polítics). Els seus concerts estaven plagats de violència, i la banda va deixar de fer actuacions en viu després d'un 1979 concert al Rainbow Theatre en Finsbury Park va ser interromput i dispersat per seguidors skinheads del Front Nacional que donaven suport al poder blanc. Van arribar a envair i lluitar a l'escenari. 

### Enregistraments
Sham 69 va lliurar el seu senzill, "I Don't Wanna", amb Step Forward Records durant l'agost 1977, produït per John Cale (anteriorment en The Velvet Underground), i el seu èxit en les llistes independents va incitar Polydor Rècords de signar amb la banda. El seu debut amb una etiqueta important era "Borstal Breakout" en gener de 1978, seguit per l'èxit de llista de Senzills del Regne Unit "Angels with Dirty Faces" (assolint el dinovè lloc en maig de 1978) i "If the Kids Are United" (n. 9 en juliol de 1978). Aquests no van ser inclosos en l'àlbum de debut del grup, Tell Us the Truth, una mescla de viu i enregistraments d'estudi.
El grup va tenir èxit de llistes amb "Hurry Up Harry" (n.10 l'octubre de 1978), el qual va sortir del seu segon LP i primer àlbum plenament d'estudi, That's Life. La popularitat de la banda va ser realçada per les seves actuacions en Top Of The Pops, i la banda va arribar a actuar en la pel·lícula-documental, D.O.A.: A Rite of Passage al voltant d'aquelles dates (tot i que la pel·lícula no va ser estrenada fins al 1980). Sham 69 finalment seria una de les bandes de rock-punk del Regne Unit més reeixida, alliberant cinc senzills que van esquerdar la llista dels Top 20 d'aquell regne.
La banda finalment va començar a allunyar-se del punk rock, per abraçar un so molt influenciat per bandes clàssiques de rock britànic com Mott the Hoople, The Who, The Rolling Stones i Faces. Això va ser demostrat pel seu tercer àlbum, The Adventures of the Hersham Boys.

### Desaparició
L'encarnació original de Sham 69 es va trencar el 1980, després del llançament del quart àlbum, The Game. Pursey va ser enormement crític amb l'àlbum, anomenant-lo "un munt de merda" en una entrevista de Flipside de 1989, assenyalant:

"Em vaig veure obligat a fer-ho, ho entens? El vaig anomenar The Game (El Joc) perquè allò és com el negoci de la música hi havia esdevingut per mi. Com una petita roda de ruleta on tot el que fèiem tenia el seu valor polític, però no importava. En girar la roda si s'aturava en el número correcte estava bé; si s'aturava al número equivocat no estaves tant bé."
Pursey va treballar Steve Jones i Paul Cook del Sex Pistols per un temps curt sota el nom Sham Pistols abans d'una carrera d'enregistraments en solitari. El primer àlbum de Pursey sol era amb Polydor Records, l'etiqueta amb al qual Sham 69 havia signat, però fou un fracàs comercial i de crítica. El segon àlbum sol, Alien Orphans, va ser enregistrat amb CBS Records- França. Pel seu tercer àlbum sol, Revenge Is Not the Password, Pursey pagà diners de la seva butxada per l'enregistrament per tal de mantenir la llibertat artística.
Dins del 1981, Pursey va col·laborar amb Peter Gabriel en el single "Animals Have More Fun" que era comercialment insatisfactori. També va ocupar-se amb producció de vídeo en Londres, fent ús de petites fraccions de vídeo trobat en un esforç "per fer alguna cosa realment anàrquica."
Rick Goldstein, Dave Parsons i Dave Tregunna es van unir a la banda de glam punk / gòtic rock de The Wanderers en 1980 amb Stiv Bators de The Dead Boys. Tregunna i Bators van reclutar més tard Nick Turner de The Barracudas i Brian James de The Damned per formar Lords of the New Church.

## Reagrupament

### 1987 i més tard
El 1987, Sham 69 va ser ressuscitat amb una formació diferent; Ian Whitewood a la bateria, Andy Prince al baix, Tony Hardie-Bick ("Tony Bic") sobre teclats i Linda Paganelli sobre saxofon, publicant l'àlbum Volunteer i els singles "Rip and Tear" i "Outside the Warehouse". L'àlbum Live at CBGB's també presenta aquesta alineació. L'àlbum d'estudi pròxim, Information Libre, té Patricia de Mayo en teclats. Andy Prince va marxar per unir-se a Magic Mushroom Band, i Whitewood va ser reemplaçat en tambors per Sonny Boy Williamson, el qual tocà en l'àlbum Soapy Water and Mister Marmalade i els singles "Uptown", "Action Time & Vision" i "Girlfriend".

### 2006 trencament i seqüeles
A final de 2006, Sham 69 va desfer-se, i Dave Parsons va declarar el seu desig de continuar independentment amb el nom 'Shame 69'. El 26 de gener de 2007, el noticiari BBC News va anunciar que Sham 69 s'havia desfet a causa d'una amarga desavinença entre Pursey i Parsons. NME va informar que un comunicat publicat per Parsons incloïa el missatge: "Sham 69 ha deixat a Jimmy Pursey en vigílies del seu 30 aniversari. La banda s'havia mostrat cada vegada més farta de la manca d'interès de Jimmy per tocar en directe i contínuament deixant als promotors i aficionats amb concerts anul·lats en l'últim moment". Parsons i Whitewood van continuar com Sham 69 amb Tim V en els vocals i Rob Jefferson en el baix ". Aquesta formació va realitzar recorreguts per Estats Units, van actuar en molts festivals punk europeus i van llançar l'àlbum, Hollywood Hero, a l'agost de 2007.
Pursey i Sargent van formar una nova banda 21 Day amb Rev & Snell de Towers of London. La banda va ser nomenada després de l'últim àlbum de Sham 69 i també per evitar confusió amb els fans sobre el nom de Sham 69. 21 Day va gravar un àlbum titulat 4:10 am, que no va ser llançat, encara que un single, "Having It Rock and Roll" si que va ser-ho el 2008.
Rob Jefferson (baix) va sortir del 'Sham 69' de Parsons i va ser reemplaçat per l'antic membre de l'U.K. Subs, Alan Campbell. El 2009, Sham 69 va ser la primera banda punk important en recórrer Xina. Van llançar un àlbum titulat Who Killed Joe Public a finals de 2010.

### 2011–present
Al maig de 2011, Parsons va declarar a la seva pàgina web que havia dissolt Sham 69, encara que això va ser disputat pels altres membres. El juliol de 2011, Pursey va anunciar a Twitter la reforma de la majoria de la llista de 1977, que inclou Pursey, Parsons i Tregunna. Això va significar que hi havia dues bandes actives que usaven el mateix nom, amb tres de la llista clàssica (Pursey, Parsons i Tregunna) en una banda, i Harris en l'altre. En juny de 2012, Pursey va registrar el nom com a marca. A partir de 2016, ambdues bandes segueixen fent gires utilitzant el nom, amb la versió Pursey sovint usant l'etiqueta "Original 1977 line-up" i l'altra amb el nom "Tim V".
El 28 de gener de 2018, l'antic membre de Sham 69 Neil Harris va morir de càncer a l'edat de 63 anys.

## Membres

### Actual
- Jimmy Pursey – Veu (1975–1980, 1987–2006, 2011–present)
- Dave Parsons – Guitarra (1977–1980, 1987–present)
- Dave Tregunna – Baix (1977–1980, 2011–present)
- Robin Guy – Tambors (2012 –present)

### Anterior
- Neil Harris – guitarra principal (1975–1977) (mort 2018)
- John Goode – guitarra de ritme (1975–1977)
- Albie Slider (Albert Maskell) – baix (1975–1977)
- Andy Prince – baix (1987–1991)
- Mat Sargent – baix (1995–2007)
- Billy Bostik – tambors (1975–1977)
- Mark Cain – tambors (1977–1979)
- Ricky Goldstein – tambors (1979–1980)
- Sonny Boy Williamson – tambors (1990)
- Tony Bic – teclats (1987–1988)
- Linda Paganelli – saxofon (1987–1991)
- Rob "Zee" Jefferson –  baix (2007–2009)
- Danny Fury – tambors (2011–2012)

### Actual (Versió de Tim V)
- Tim V – vocals (2007–present)
- Al Campbell – guitarra, baix (2009–present)
- Ian Whitewood – tambors (1987–present)
- John Woodward - baix

### Anterior
- Neil Harris – guitarra (2011–2017)
- Tony Feedback - guitarra (2011–2014)
- Paul Brightman – guitarra

## Discografia

### Àlbums
| Títol                                                             | Data d'Alliberament | Gràfic d'Àlbums del Regne Unit |
| ----------------------------------------------------------------- | ------------------- | ------------------------------ |
| Tell Us the Truth                                                 | 1978                | 25                             |
| That's Life                                                       | 1978                | 27                             |
| The Adventures of the Hersham Boys                                | 1979                | 8                              |
| The Game                                                          | 1980                | -                              |
| Volunteer                                                         | 1988                | -                              |
| Information Libre                                                 | 1991                | -                              |
| Kings & Queens                                                    | 1993                | -                              |
| Soapy Water and Mister Marmalade                                  | 1995                | -                              |
| The A Files                                                       | 1997                | -                              |
| Direct Action: Day 21                                             | 2001                | -                              |
| Hollywood Hero (EUA) (aka. western culture (Europa / Regne Unit)) | 2007                | -                              |
| Who Killed Joe Public                                             | 2010                | -                              |
| Their Finest Hour                                                 | 2013                | -                              |
| It'll End in Tears                                                | 2017                | -                              |

### Singles
| Data d'emissió | Cara-A                       | Cara-B                                                        | Etiqueta i número de catàleg | Àlbum                              | Regne Unit Singles Gràfic |
| -------------- | ---------------------------- | ------------------------------------------------------------- | ---------------------------- | ---------------------------------- | ------------------------- |
| Octubre 1977   | "I Don't Wanna"              | "Red London" / "Ulster"                                       | Step Forward SF 4            | -                                  | -                         |
| 1977           | "Song Of The Streets"        | ---                                                           | (autoeditat)                 | -                                  | -                         |
| Gener 1978     | "Borstal Breakout"           | "Hey Little Rich Boy"                                         | Polydor 2058 966             | Tell Us The Truth                  | -                         |
| April 1978     | "Angels with Dirty Faces"    | "Cockney Kids are Innocent"                                   | Polydor 2059 023             | That's Life                        | #19                       |
| Juliol 1978    | "If the Kids Are United"     | "Malson de Matí del diumenge"                                 | Polydor 2059 05              | -                                  | #9                        |
| Octubre 1978   | "Hurry Up Harry"             | "No Entry"                                                    | Polydor POSP 7               | That's Life                        | #10                       |
| March 1979     | "Questions and Answers"      | "Gotta Survive" (live) / "With a Little Help from My Friends" | Polydor POSP 27              | The Adventures of the Hersham Boys | #18                       |
| Juliol 1979    | "Hersham Boys"               | "I Don't Wanna" (live) / "Tell Us The Truth" (live)           | Polydor POSP 64              | The Adventures of the Hersham Boys | #6                        |
| Octubre 1979   | "You're a Better Man Than I" | "Give a Dog a Bone"                                           | Polydor POSP 82              | The Adventures of the Hersham Boys | #49                       |
| March 1980     | "Tell The Children"          | "Jack"                                                        | Polydor POSP 136             | The Game                           | #45                       |
| Juny 1980      | "Unite and Win"              | "I'm a Man"                                                   | Polydor 2059 259             | The Game                           | -                         |
| Juliol 1987    | "Rip and Tear"               | "The Great American Slowdown"                                 | Legacy LGY 69                | Volunteer                          | -                         |
| Febrer 1988    | "Outside the Warehouse"      | "Outside the Warehouse" (version)                             | Legacy LGY 71                | Volunteer                          | -                         |
| March 1993     | "Uptown"                     | "Borstal Breakout"                                            | C.M.P.                       | Information Libre                  | -                         |
| Octubre 1993   | "Action Time & Vision"       | "Bosnia" / "Hey Little Rich Boy" / "Reggae Giro"              | C.M.P. CMCCD 002             | Kings & Queens                     | -                         |
| 1995           | "Girlfriend"                 | N/K                                                           | Gat vermell                  | Soapy Water and Mister Marmalade   | -                         |
| 1996           | "Swampy"                     | N/K                                                           | Cleopatra                    | The A Files                        | -                         |
| 2006           | "Hurry Up England"           | N/K                                                           | Parlophone                   | -                                  | #10                       |

### Àlbums de recopilació
- The First, the Best and the Last (1980)
- The Punk Singles Collection 1977-80  (1998)
- Angels With Dirty Faces 2-CD Anthology (ESDCD Castle Music 780)
- Laced Up Boots and Corduroys (2000)
- If The Kids Are United - The Best of Sham 69 (2001)
- The Best of Sham 69: Cockney Kids Are Innocent (2002)
- The Complete Collection: 3-disc (2004)
- Sham 69 - Set List: The Anthology (Re-enregistrament de grans impactes en CD i LP) - Secret Records
- Hurry Up Harry: The Collection (2017)

### Participacions de recopilació
- Lords of Oi!  (1997)
- Puntades de peu adolescents (4 April 2005)
- L'Original Punk Àlbum (2007)
- Punk 77/2007 30è Aniversari (2007)

### Àlbums vius
- Viu i Loud!! (1987)
- The Complete Sham 69 Live (1989)
- Live at the Roxy Club(1990)
- Live in Italy (1996)
- Live at CBGB's (1998)
- SHAM 69 Live (2011)